# アルフレッド・モーズリー

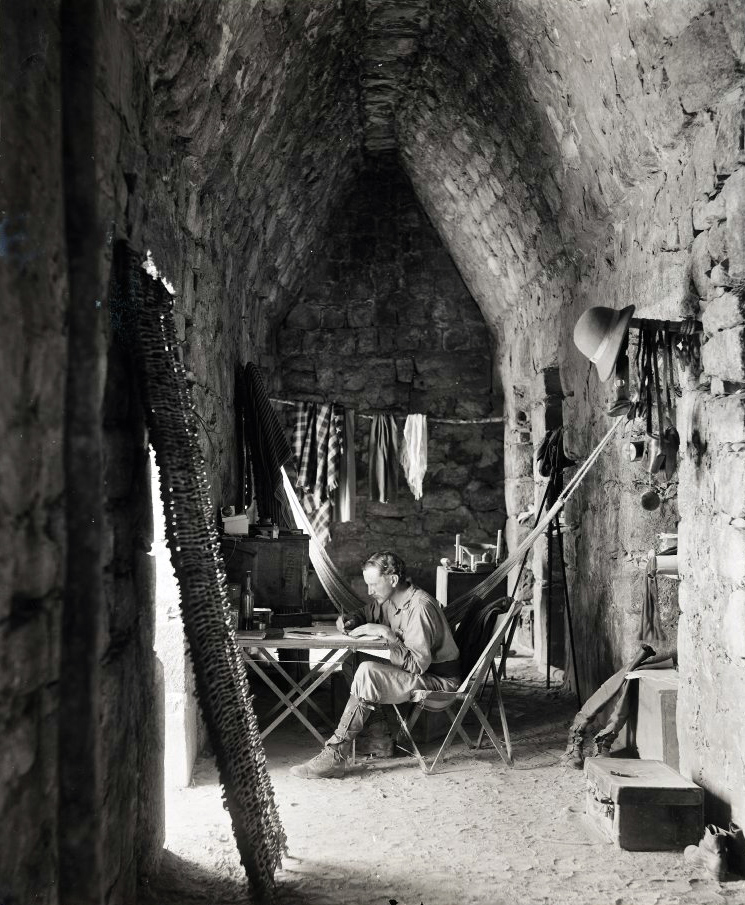
チチェン・イッツァのモーズリー（1889年）

アルフレッド・パーシヴァル・モーズリー（Alfred Percival Maudslay、1850年3月18日 - 1931年1月22日）は、イギリスの考古学者。グアテマラとメキシコの古代マヤ文明の遺跡を詳細に調査して写真を撮影したことで知られる。モーズリーの調査の質は非常に高く、現在も参照される。

## 生涯
モーズリーはロンドンに生まれた。アルフレッド・モーズリーはヘンリー・モーズリーの孫であり、モーズリー家は代々モーズリー・サンズ・アンド・フィールド社の経営者であった。
ケンブリッジ大学時代には鳥類学に興味を持ち、グアテマラを訪れて野鳥を調査している。卒業後、イギリス植民地であるトリニダードの総督の秘書の職を得た。総督がオーストラリアのクイーンズランドに移ると、モーズリーも同行した。その後、フィジーにわたり、初代フィジー総督アーサー・ゴードンのもとで働いた。モーズリーは6年間にわたってトンガ、サモア、フィジーで仕事をした。この期間にアーサー・ゴードンらとともに民芸を収集し、収集品をもとにケンブリッジ大学の考古学・人類学博物館が成立した。
植民地の仕事をやめた後、1881年にグアテマラに渡って、コパンとキリグアの遺跡を訪問した。さらにティカルを訪れてジャングルを切り開き、写真を撮影した。1882年にはヤシュチランを調べた後、キリグアを訪れて、写真だけでなく、石膏でモニュメントの型を取った。1885年ではコパンでも同様の調査を行った。パレンケとチチェン・イッツァでは紙で型を取った。モーズリーはまた遺跡の正確な地図を作った。
モーズリーはマヤ碑文の冒頭にくり返し同じような文字列が現れることに気づき、「イニシャル・シリーズ」と名付けた。これが日付を表していることは間もなく明らかになった。
1892年、アメリカ合衆国のガバヌーア・モリスの孫娘であるアニーと結婚した。同年、ピーボディ考古学・民族学博物館の依頼を受けて夫婦でグアテマラ高地を調査した。
1912年に王立考古学研究所の所長に選ばれた。同年、オックスフォード大学の名誉理学博士号を贈られた。ケンブリッジ大学も1925年に名誉理学博士号を贈った。
モーズリーの収集した遺物と石膏の型は、1923年にサウス・ケンジントン博物館で展示した後、大英博物館が所蔵する。

## 主な著書
グアテマラ調査の最初の報告は王立地理学会の紀要に発表された。この論文では当時までアメリカの遺跡に関する知識がなく、寒さを避けるためにグアテマラに行ったと記しているが、イアン・グレアムによるとこれはおそらく謙遜の辞にすぎず、最初からマヤ遺跡発掘を目的にしていたのだろうという。
- “Explorations in Guatemala, and Examination of the newly-discovered Indian Ruins of Quiriguá, Tikal, and the Usumacinta”. Proceedings of the Royal Geographical Society 5 (4):  185-204. (1883). JSTOR 1800193.

主著は『Biologia Centrali-Americana』（中央アメリカ生物学）の考古学の部として出版された。図版4冊、本文4冊、グッドマンによる附録からなる。モーズリーの7回にわたるフィールドワークの記録であり、きわめて信頼性が高い。
- Biologia Centrali-Americana: Archaeology. London. (1889-1902)

ピーボディの依頼による調査結果は、夫婦の共著で出版された。
- A Glimpse at Guatemala, and Some Notes on the Ancient Monuments of Central America. London: John Murray. (1899)

モーズリーはベルナル・ディアス・デル・カスティリョの『メキシコ征服記』を英語に翻訳した（全5冊）。この書物はすでに英訳されていたが、モーズリーは後世の人による変更の少ない本から翻訳した。
- The True History of the Conquest of New Spain. London: Hakluyt Society. (1908-1916)

植民地官僚時代の回顧録を晩年に出版した。
- Life in the Pacific Fifty Years Ago. London: G. Routledge & sons. (1930)